# Environnement au Liban
L'environnement au Liban est l'environnement du Liban, un pays à l'extrémité orientale de la mer Méditerranée. Le pays a quatre zones géographiques principales : la plaine côtière, le Mont Liban, la plaine de la Bekaa, et l'Anti-Liban « Montagne orientale du Liban ». Le climat est méditerranéen, les régions côtières ayant des étés chauds et humides (30 °C et 25 °C) et des hivers froids et humides (12 °C et 5 °C), la capitale reçoit beaucoup de pluie, 838 mm, qui est presque le double de Londres et proche de New York.
Les régions surélevées à l'intérieur des terres ont des hivers plus froids et une neige abondante qui persiste jusqu'en été. Le pays offre une variété d'habitats pour la faune, notamment les montagnes, les vallées, les marais, les plaines côtières, les marais salants et les côtes maritimes.

## La biodiversité au Liban

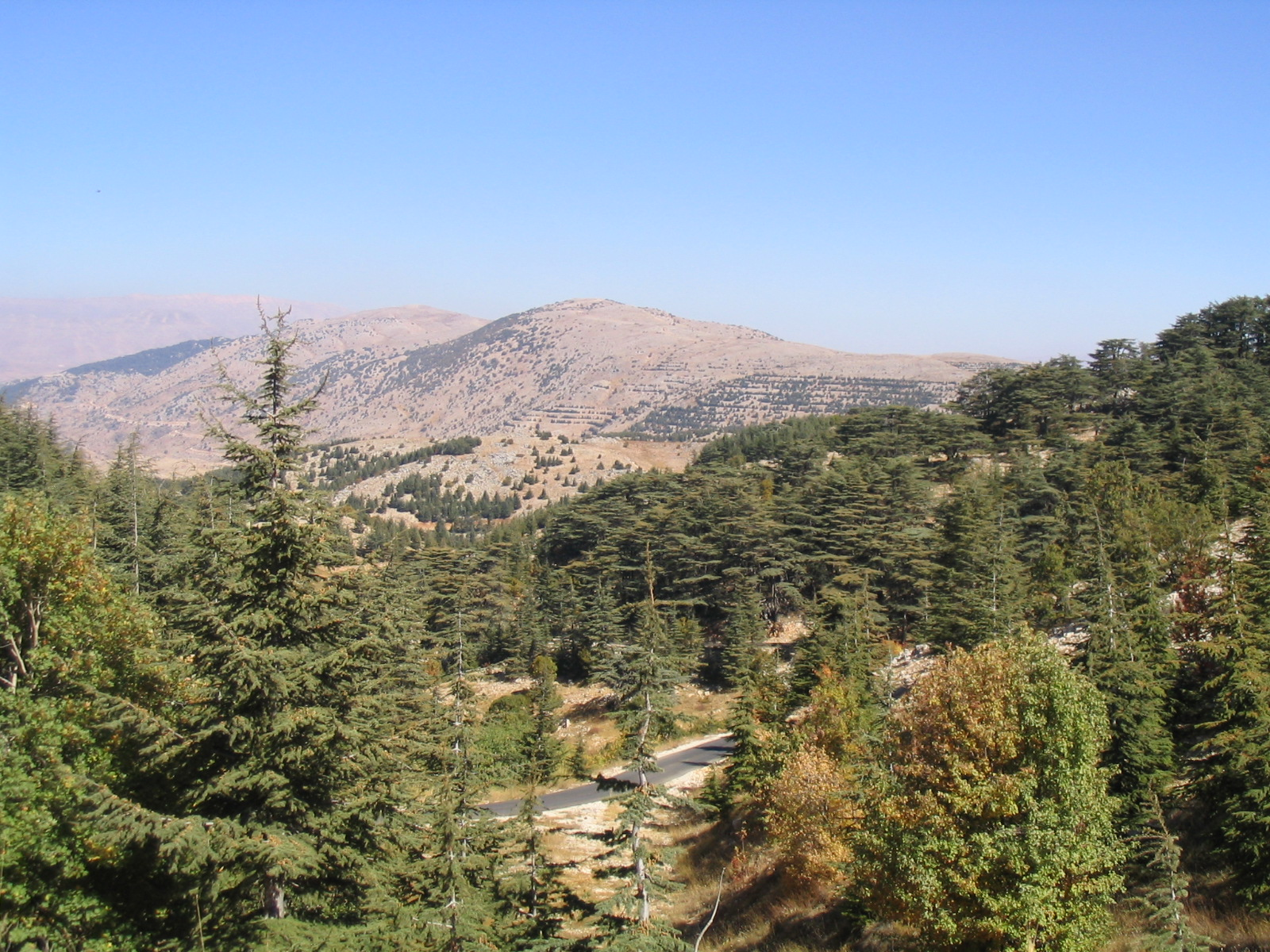
La réserve naturelle du Chouf

### Milieux

#### Écosystèmes forestiers
Les forêts couvrent 13,6% du Liban, et les autres terres boisées représentent 11%. Depuis 2011, plus de 600 000 arbres, y compris des cèdres et d'autres espèces indigènes, ont été plantés dans tout le Liban dans le cadre de l'Initiative de reboisement du Liban (LRI). Des efforts supplémentaires de reboisement sont nécessaires. Par exemple, les 40 hectares de Cèdres du Liban de la réserve naturelle de cèdre du Chouf pourraient être étendus à 3 000 hectares.

#### Parcs et jardins
Les grandes villes du Liban ont de nombreux parcs et jardins, particulièrement Beyrouth.
- Le Jardin du pardon (en), se trouve à proximité de la place des Martyrs et de la ligne verte en temps de guerre. Il est entouré de lieux de culte appartenant à différentes confessions et révèle de nombreuses couches du passé de Beyrouth.
- Le Jardin Gibran Khalil Gibran (en), est un jardin public de 6 000 mètres carrés situé dans le centre-ville de Beyrouth, en face de la Maison des Nations unies, siège de la CESAO, la Commission économique et sociale des Nations unies pour l'Asie occidentale.

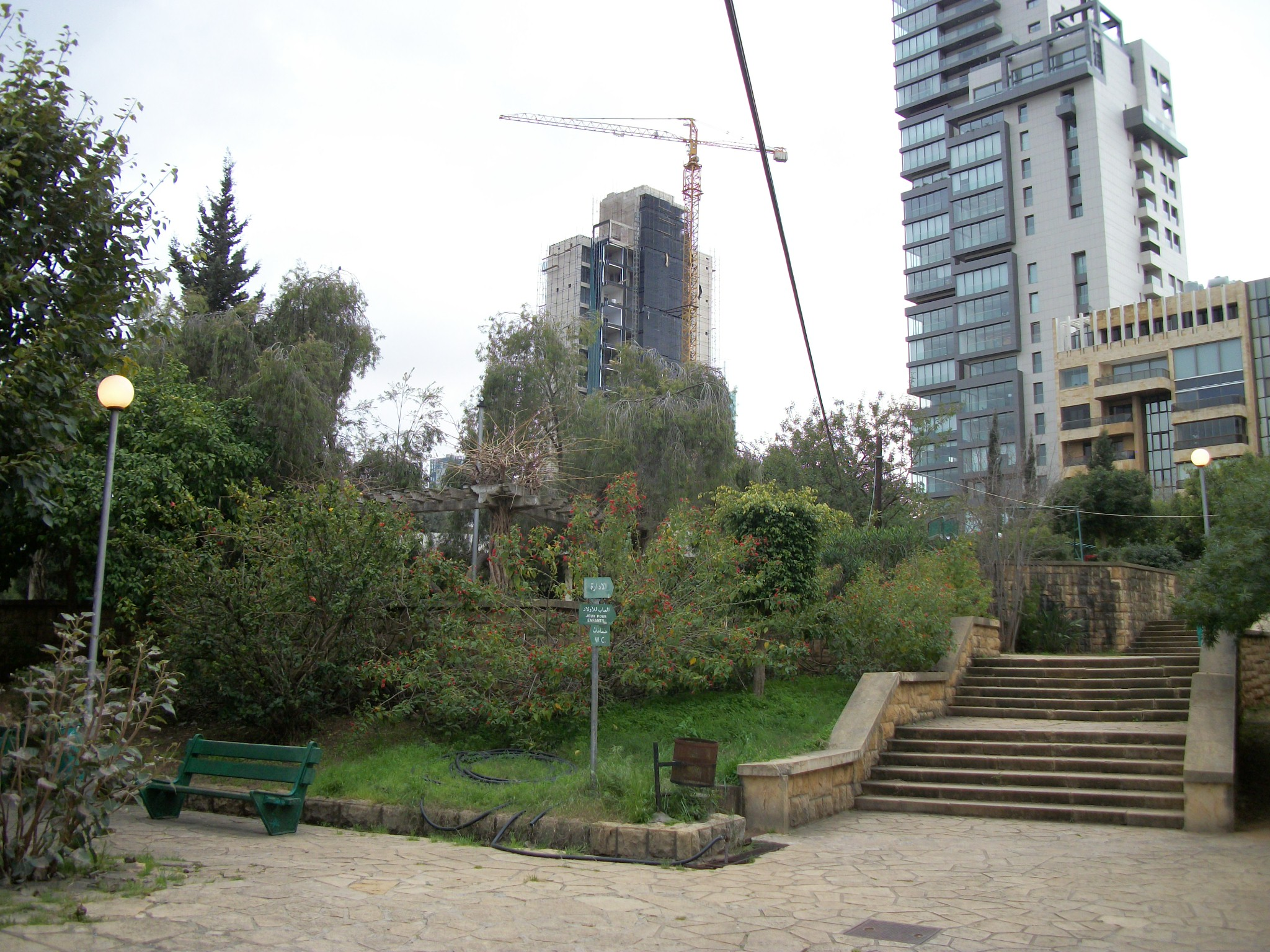
Le jardin de Sioufi

- Le jardin de SioufiLe Bois des Pins est le principal espace vert de la ville de Beyrouth.
- Le Jardin jésuite (en) est un parc public dans le district de Remeil à Beyrouth.
- Le Jardin René-Moawad est situé dans le quartier de Sanayeh à Beyrouth, il est l'un des plus anciens espaces publics de la capitale.
- Le Jardin Saint-Nicolas est un jardin public de 22 000 mètres carrés situé avenue Charles Malik, dans le quartier de Tabaris, dans le district d’Achrafieh, l’un des plus vastes de Beyrouth.
- Le Jardin de Sioufi est un jardin public dans le district d'Achrafieh à Beyrouth, la superficie du jardin est de 20 000 mètres carrés.

En plus des réserves naturelles, il y a 28 forêts protégées et 17 sites naturels.

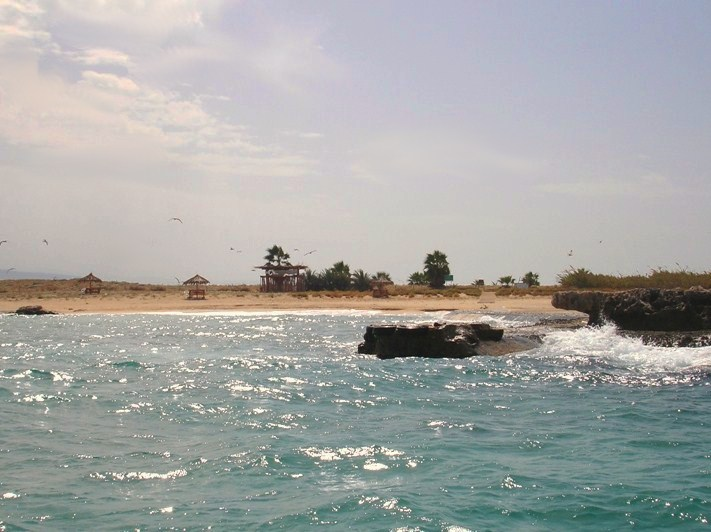
La réserve naturelle des Îles du Palmier

### Faune et flore

#### Flore
La végétation naturelle du Liban est menacée de surexploitation et de fragmentation du fait de l'expansion urbaine, du surpâturage, du tourisme et de l'impact de la guerre. Le cèdre du Liban est le symbole national du pays; poussant dans les montagnes du Liban, ces arbres ont été fortement exploités au fil des années pour leur bois précieux et il reste encore peu d'arbres matures. Les cèdres sont assez communs dans les forêts montagneuses et les villages du Liban. De nombreuses réserves ont des milliers de cèdres plantés.
Néanmoins, le Liban est plus boisé que la plupart des autres pays de la région et on trouve des pins, des chênes, des sapins, des hêtres, des cyprès et des genévriers dans les zones de montagne, bien que la vallée de la Bekaa ait peu d’arbres. Là où le bois a été extrait et les forêts détruites, les broussailles ont pris le relais; dans la région montagneuse du Liban, il s'agit principalement de Caroubier, de chênes et de Pistacia, et dans l'Anti-Liban le maquis est principalement constitué de Pistacia et d'amandiers sauvages. D'autres arbres indigènes, tels que le pommier sauvage du Liban, l'arbre de Judée et l'érable de Syrie (en), sont cultivés à titre expérimental dans le cadre d'une stratégie de conservation visant à déterminer s'ils se prêtent à la culture en conteneurs.
La réserve naturelle des cèdres du Chouf a été créé en 1996 pour préserver un ancien peuplement de cèdre au centre du Liban. Elle couvre 550 km2, soit 5,3% de la superficie totale du pays, et comprend 620 hectares de forêt de cèdres qui, à l'exclusion du bétail se régénèrent avec succès. Il existe 24 genres d’arbres dans la réserve et 436 espèces de plantes, dont environ 48 sont endémiques au Liban, en Syrie et en Turquie. Il y a aussi des loups et d'autres grands mammifères dans cette réserve. Il y a des mammifères en dehors des réserves, mais ils ne sont pas en sécurité. Ils chassent les rats, les lapins et les déchets à proximité des villages.
La réduction de la couverture arborée s'accompagne d'une augmentation de l'érosion des sols et le gouvernement a lancé un programme de plantation d'arbres pour tenter de réduire les dommages environnementaux. Un grand nombre d'arbres, notamment des cèdres, des chênes, des érables et des genévriers ont été plantés.
Le Lebanon Reforestation Initiative est un programme international mis en place par le Service des forêts des États-Unis et financé par l'Agence des États-Unis pour le développement international en 2014.
Outre les arbres, il existe un grand nombre de plantes à fleurs, de fougères et de mousses dans le pays. Beaucoup de plantes fleurissent après les pluies d’hiver, et les plantes annuelles germent à cette époque, poussent, fleurissent et plante les graines pendant que le sol est suffisamment humide pour les supporter.
Une des plantes endémiques du pays est la Violette du Liban (en), une espèce en voie de disparition, trouvée très haut dans les arbustes rocheux du côté ouest du Mont-Liban.

#### Faune
Le Daman du Cap se trouve dans les habitats rocheux en haute montagne. On trouve peu d’espèces de grands mammifères au Liban en raison de la pression de la chasse, du surpâturage des animaux d’élevage et de l’augmentation des surfaces cultivées de manière intensive.
Les animaux de pâturage comprennent le Bouquetin de Nubie, le Daim de Perse, le Chevreuil.
En ce qui concerne les grands prédateurs, le Loup gris peut être trouvé dans la réserve de biosphère des cèdres du Chouf, les réserves naturelles autour du Liban et d'autres forêts au Liban. La Hyène rayée est l'animal national du Liban et est rarement vue, ne sortant que la nuit. Elles sont éteintes dans certaines régions, mais certaines prospèrent et volent du bétail et des déchets dans les villages. D'autres chassent le lapin, l'écureuil, le rat, la souris et rarement le cerf ou la chèvre.
Ils sont extrêmement timides et ne s’approcheraient d’aucun être humain. Cependant, aussi récemment qu'en 2018, des résidents de la région de la vallée de Qadisha ont confirmé leur présence, avec des chasseurs locaux affirmant avoir tiré et tué des hyènes rayées. Le Renard roux est également très répandu, vivant dans toutes les régions et mangeant principalement des rongeurs, du bétail et des ordures. L'Ours brun de Syrie était considéré comme éteint au Liban depuis environ 1958, mais en décembre 2016, un ours et son ourson ont été aperçus errant dans la neige. Le gouvernement a ensuite confirmé qu'il s'agissait d'un ours brun syrien. Il est étrange qu'un ours se promène en hiver, où il hiberne habituellement. Le gouvernement du Liban a protégé la zone dans laquelle les ours ont été repérés afin de préserver leur intimité des hommes.
En décembre 2019, un Ours brun de Syrie a de nouveau été aperçu à Aarsal.
La gazelle de montagne peut encore exister dans des régions isolées du sud et il existe des zones protégées où elle pourrait être réintroduite.
Le sanglier se trouve dans la région de Bekaa, en groupe de 20 ou plus, courant à la recherche de nourriture.
Le Chacal doré est relativement commun au Liban, ils sont près des villages dans la forêt et d'autres dans des réserves naturelles.
Le Chacal syrien (en) existe encore dans les petites zones sauvages de la côte.
Le Renard roux et le Chacal doré sont dans une position similaire.
Les mammifères les plus communs à trouver au Liban : les chats sauvage, les Hyènes rayée, les Chacals, le Rat des pharaons, la Belette, la Fouine, la Loutre, le Blaireau, le Ratel, l'Ours brun de Syrie, le Loup gris, le Putois marbré, le Chat de jungle, le Lynx du désert, le Renard roux, le Porc-épic, et l'Écureuil.
Les rongeurs constituent un vaste groupe de mammifères dans le monde et sont bien représentés au Liban. Ce groupe comprend l'écureuil, le porc-épic (ainsi que les loirs, souris, rats, campagnols, taupes, hamsters, Jirds et Jerboas). Toujours dans la vallée de la Bekaa, le lac Yammoune abrite le seul poisson endémique du pays, le Pseudophoxinus libani. Environ 31 espèces de reptiles et d'amphibiens sont présentes dans cette région, notamment des tortues terrestres, des caméléons et divers serpents, lézards, grenouilles et crapauds.
- Pour les oiseaux voir la  page Wikipédia en anglais.

La zone humide de Aammiq est une réserve de biosphère dans la vallée de la Bekaa et est la plus grande zone humide du pays, couvrant une superficie de 250 hectares de marais et de lacs. C'est un site important pour les oiseaux migrateurs et plus de 250 espèces d'oiseaux y ont été répertoriées, parmi lesquelles le Fuligule nyroca, la Bécassine double, le Faucon crécerellette et le grand Aigle criard. Dans les montagnes voisines du Shouf, il existe des espèces telles que l'endémique Serin syriaque, le Bubo, la Perdrix choukar et la Buse féroce.
La réserve naturelle des Îles du Palmier est un groupe de trois petites îles rocheuses basses situées à 5,5 km au large des côtes et dans la zone maritime adjacente. Elle a été désignée zone importante pour les oiseaux par BirdLife International, car il s’agit d’une halte pour les oiseaux d’eau migrateurs. Parmi les 156 espèces répertoriées, on peut citer le Combattant varié, le Héron cendré, la Bergeronnette grise et le Goéland d'Audouin. Les plages sont utilisées pour la reproduction par la Tortue carette et la Tortue verte, le Phoque moine de Méditerranée menacé d'extinction a été vu ici.

##### Invertébrés
Le nombre d'espèces d'invertébrés, présentes au Liban, était estimé à 3835, en 2011. On rencontre fréquemment les espèces suivantes :
- Batocera Rufomacolata
- Blatte Germanique
- Cétoine Dorée
- Coccinelle à Sept Points
- Criquet Noir Ebène
- Grande Sauterelle Verte
- Poisson d'Argent
- Punaise Ecuyère
- Punaise de Lit
- Scolopendre Méditerranéenne
- Vers luisant

#### Extinction d'espèces
Le Lion, autrefois présent dans les montagnes du Liban aurait disparu en raison du déboisement des forêts.

### Aires protégées

#### Réserves naturelles
Le Liban compte une dizaine de réserves naturelles:
- La réserve naturelle des Îles du Palmier au large de Tripoli.
- La réserve naturelle des cèdres du Chouf dans le district du Chouf.
- La réserve naturelle de Arz Tannourine située du côté Sud de la vallée Qadisha.

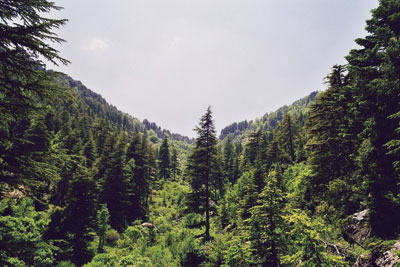
La

- La réserve naturelle de Horsh Ehden (en)La réserve naturelle de Horsh Ehden (en), une forêt de cèdres au nord d'Ehden.
- La réserve naturelle de Mshaa Chnanir.
- La réserve naturelle de Bentael, une zone de parc national dans les montagnes au-dessus de Jbeil (Byblos).

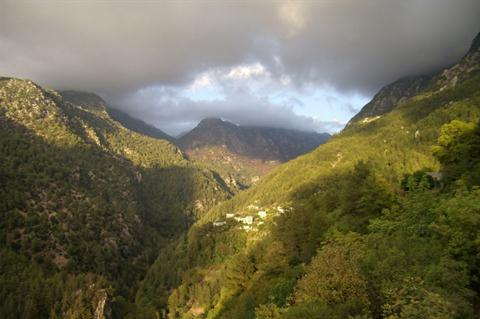
Réserve de biosphère de Jabal Moussa

- Réserve de biosphère de Jabal MoussaLa réserve naturelle de Yammouné, Yammouné est aussi un lac, un village, une municipalité.

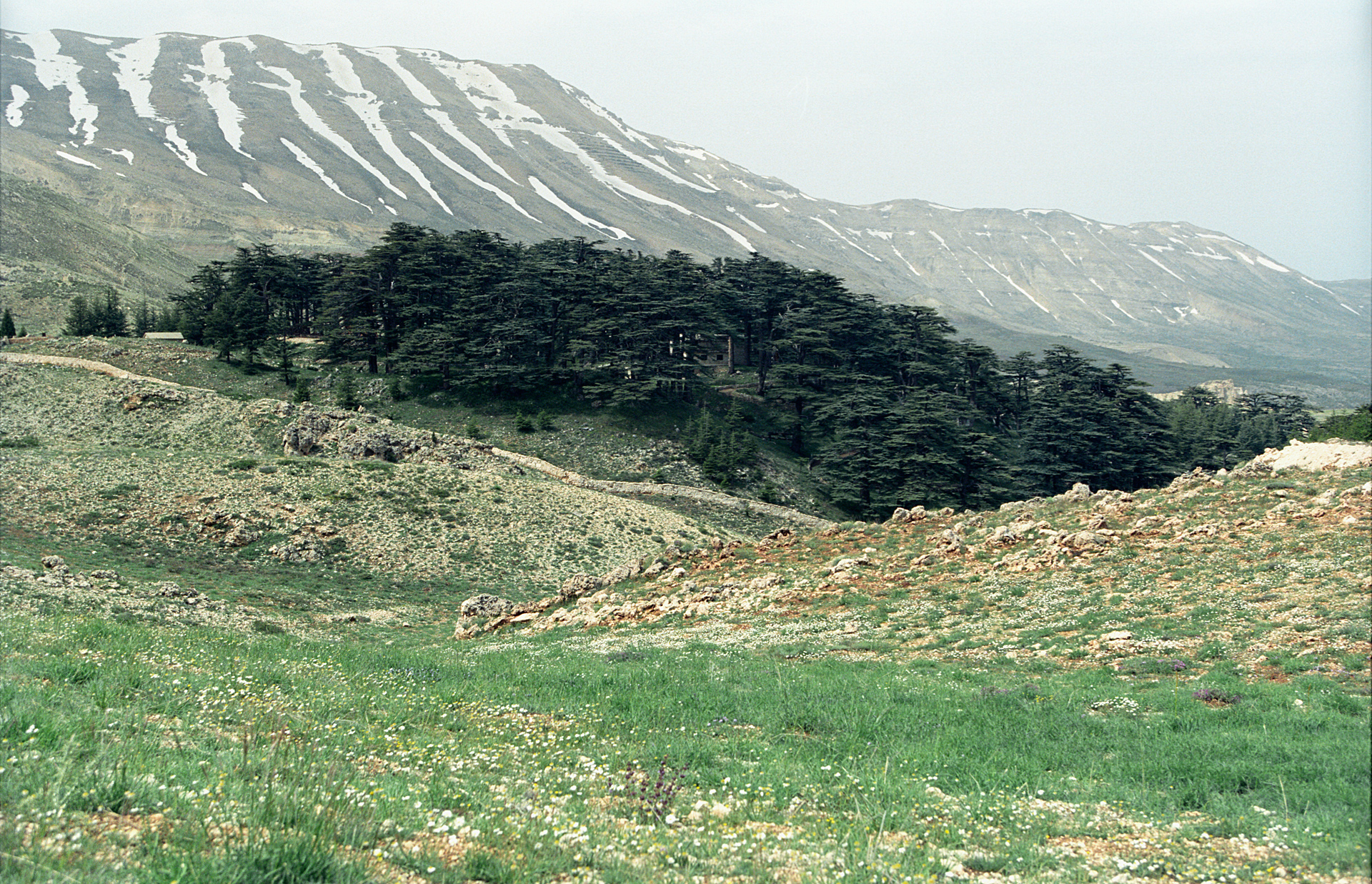
Cèdres du Liban; vieux bosquet sacré. Dans les Cèdres de Dieu, la nature préservée dans la chaîne du Mont-Liban,

- Cèdres du Liban; vieux bosquet sacré. Dans les Cèdres de Dieu, la nature préservée dans la chaîne du Mont-Liban,La réserve naturelle de la côte de Tyr (en), est au sud-est de Tyr.
- La réserve naturelle de Wadi Hujeir.
- La réserve naturelle de Ramia, Kafra, Beit Leef and Debel créée en 2011.

#### Réserves de biosphères
Le Liban compte trois réserves de biosphère qui ont été choisies par l'UNESCO durant l'initiative « Man and the Biosphere ».
- La réserve de biosphère de Jabal Al Rihane est bordée par la rivière Litani au sud, Mzairaa au nord, et les villages Jezzine et Niha.
- La réserve de biosphère de Jabal Moussa dans le district de Kesrouan.
- La réserve de biosphère des cèdres du Chouf inclut la zone humide de Aammiq[4].

#### Forêts protégées
- La forêt des Cèdres de Dieu, inscrit par un comité de l'UNESCO sur la liste du patrimoine mondial depuis 1998[13],[14].
- La forêt de Cèdres de Jaj (en) dans le District de Jbeil[14].
- Zone forestière protégée de Qammoua[14].

#### Sites naturels protégées
- La Vallée de la gorge du Fleuve d'Abraham, une vallée dans le District de Jbeil[14].

- La Vallée sacrée de Ouadi Qadisha, un site du patrimoine mondial de l'UNESCO composé de vallées abruptes avec une longue histoire monastique[14],[13].

#### Sites Ramsar
Le Liban compte quatre sites Ramsar :
- La zone humide de Aammiq, est la plus grande zone humide d'eau douce restante au Liban, un vestige de marais et de lacs beaucoup plus vastes qui existaient autrefois dans la vallée de la Bekaa.
- La réserve naturelle des Îles du Palmier.
- Theoprosopon (en) est un cap situé au nord du Liban, le cap est situé entre les anciennes villes de Batroun et Tripoli.
- La réserve naturelle de la côte de Tyr (en).

## Impacts sur les milieux naturels

### Activités humaines

#### Agriculture
Le pays bénéfice de conditions géographiques favorables. « Le climat méditerranéen est propice à l’agriculture, le taux d’ensoleillement est de plus de 90 % et le Liban est très riche en eau.
Depuis la crise économique de 2019, l’agriculture conventionnelle, ne peut plus importer pesticides et autres produits phytosanitaires par manque de devise. Il n’existe aucun plan gouvernemental pour l’agriculture, et le budget alloué est d’à peine 0,1 % du total national. Encore minoritaire, un courant prônant des méthodes alternatives et écologiques se développe dans le pays.

#### Chasse et braconnage
Le Liban, pourvu en eau toute l'année, est un important couloir de passage pour les oiseaux migrateurs. C'est aussi une terre de braconnage massif où les armes de chasse ou de guerre sont largement répandues et les lois de protection peu appliquées : selon Birdlife International, en moyenne, 2,6 millions d'oiseaux sont abattus illégalement chaque année. Le plus souvent, les chasseurs ne mangent pas leur gibier mais  ne s'y intéressent que pour prendre une photo et la poster sur les réseaux sociaux, puis abandonnent la carcasse sur place,.

### Gestion des ressources

#### Gestion de la ressource en eau
Quelque 2 000 sources et 40 cours d'eau sont répartis sur le territoire libanais, occupant 44 % de la superficie du pays. Beaucoup sont pollués et impropres à la consommation ou à l'agriculture.

### Pollutions

#### La gestion des déchets

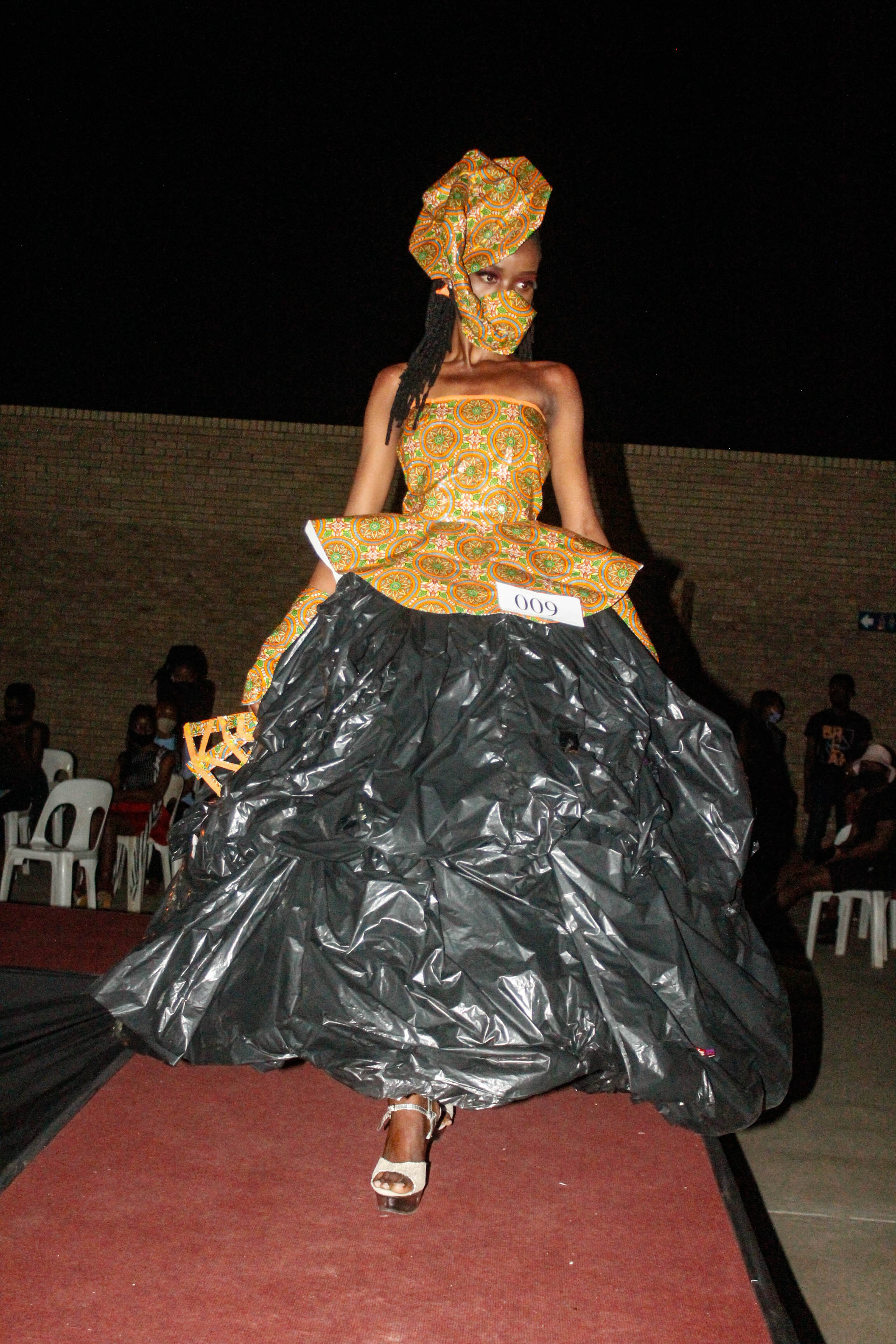
Sensibilisation aux questions environnementales : robe faite de sacs-poubelle.

Seuls 8 % des déchets sont recyclés, tandis que 85 % finissent dans des décharges ou des dépotoirs sauvages. Depuis 2015, Beyrouth est exposé à une crise des déchets.
En 1987, la montagne de Bourj Hammoud a été au centre d'un important trafic de déchets toxiques entre des entreprises italiennes et libanaises, avec la complicité des Forces libanaises. Un rapport de l'organisation Greenpeace précise que « 15 800 barils de différentes tailles et 20 conteneurs de déchets toxiques ont été exportés illégalement d'Italie au Liban. Des hommes armés appartenant aux Forces libanaises ont dissimulé l'opération, soudoyés avec une partie de la somme payée par une société italienne à des entreprises libanaises ». En 1988, la baignade a été interdite au Liban tant les eaux étaient contaminées par ce trafic.
Après la fin de la guerre civile en 1991, la montagne de déchets de Sidon a pu être traitée et transformée en jardin public. La collecte des ordures fonctionne à peu près efficacement dans le Kesrouan, région à majorité chrétienne au nord de Beyrouth, mais en l'absence de solidarité nationale, la situation d'autres régions tend à devenir critique. Depuis 2015, l'accumulation des déchets non traités dans l'agglomération de Beyrouth donne lieu à des protestations de la société civile ; les autorités nationales et locales sont incapables de trouver une solution durable,.

### Impacts de l'urbanisation
Sur les côtes, l’absence de plan d’urbanisation et la surbétonisation dégradent les terres. Une intense pollution organique et microbienne rend risquée la fréquentation de certaines plages.

## L'exposition aux risques

### Risques naturels
Le Liban est exposé à de multiples aléas naturels : 